# Stefania scalae
Stefania scalae (tên tiếng Anh: Rana Stefania De La Escalera) là một loài ếch thuộc họ Hemiphractidae.
Loài này có ở Guyana, Venezuela, và có thể cả Brasil.
Môi trường sống tự nhiên của chúng là vùng núi ẩm nhiệt đới hoặc cận nhiệt đới, sông ngòi, và vùng nhiều đá.